# 顺风港

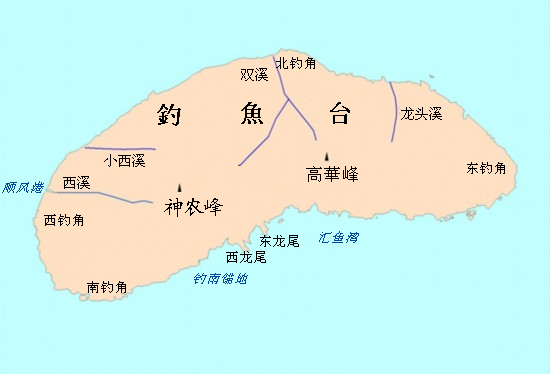
釣魚台島嶼地圖。

顺风港是位在釣魚台的一个海湾，位置在島上的西部偏中，是一个狭长的水道。顺风港东边正对釣魚台的第二高峰神农峰，发源于神农峰的西溪自东向西流入顺风港。顺风港的名稱由中國在2012年9月命名。